# (4513) Louvre
(4513) Louvre (1971 QW1) – planetoida z pasa głównego asteroid okrążająca Słońce w ciągu 5,28 lat w średniej odległości 3,03 j.a. Odkryta 30 sierpnia 1971 roku.